# Rajko Dujmić
Rajko Dujmić (Zágráb, 1954. augusztus 7. – Fiume, 2020. augusztus 4.) horvát zenész, zeneszerző, gitáros és billentyűs, a Novi fosili együttes frontembere.

## Életútja
Stjepan Dujmić sušaki tengerész és a bécsi Carlotta Streibelwierer gyermekeként született.  A zágrábi zeneakadémia hegedűtanszakán szerezte diplomáját, majd pedagógusként végzett. Billentyűsként játszott a Grupa Marina Škrgatića (1972-1973/74?) a Crno bijeli, a Clan és a Zlatni akordi (1971-1972) zenekarokban. Első dalát Smij se címmel 1972-ben játszotta el a Boom Fesztiválon a Grupa Marina Škrgatića. 1977 tavaszán lett a Novi fosili együttes tagja, karrierjének nagy része hozzájuk kötődik. Első sikere az együttessel a Sanjaj me című dala volt. 1985-ben elnyerte az egymillió hanghordozó után járó Arany madár-díjat a Jugoton cégtől.
Stevo Cvikić-csel közösen írta az 1989-es Euróvíziós Dalfesztiválon első helyezést elért Rock Me című dalt a Riva együttes számára. Az 1987-es Ja sam za ples (Novi fosili) és az 1988-as Mangup (Srebrna krila) jugoszláv euróvíziós nevezései is az ő szerzeményeik.
1990. december 2-án kötött házasságot feleségével, Snježanával. 1993-ban jelent meg szólólemeze Nizvodno od raja címmel.
2013-ban elnyerte a Porin életműdíjat.
2020. július 29-én Stari Laz községben autóbalesetet szenvedett, elvesztette uralmát a jármű felett, majd az ütközés következtében kirepült az ablakon. Hat nappal később, augusztus 4-én hunyt el a fiumei kórházban.

## Diszkográfia

### Studióalbumok
- 1993 – Nizvodno od raja
- 1994 – Izvorna glazba iz filma "Cijena života"
- 1996 – Knjiga koja pjeva

### Kislemez
- 1993 – Leina / Ne daju mi

### Válogatások
- 1991 – Hit Maker
- 1992 – Balade – Nitko između nas
- 2008 – Zagrli moju dušu